# James Jeffray

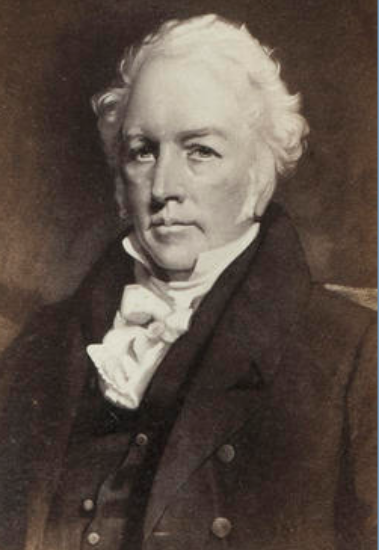
James Jeffray

James Jeffray (1759–1848) fue un académico escocés. Fue profesor de anatomía y botánica en la Universidad de Glasgow desde 1790 hasta 1848. Sus 58 años de docencia son uno de los más largos en la historia de Escocia.
Alrededor de 1830, se le atribuye la invención de la motosierra quirúrgica, utilizada para eliminar secciones dañadas de hueso de manera precisa.

## Vida

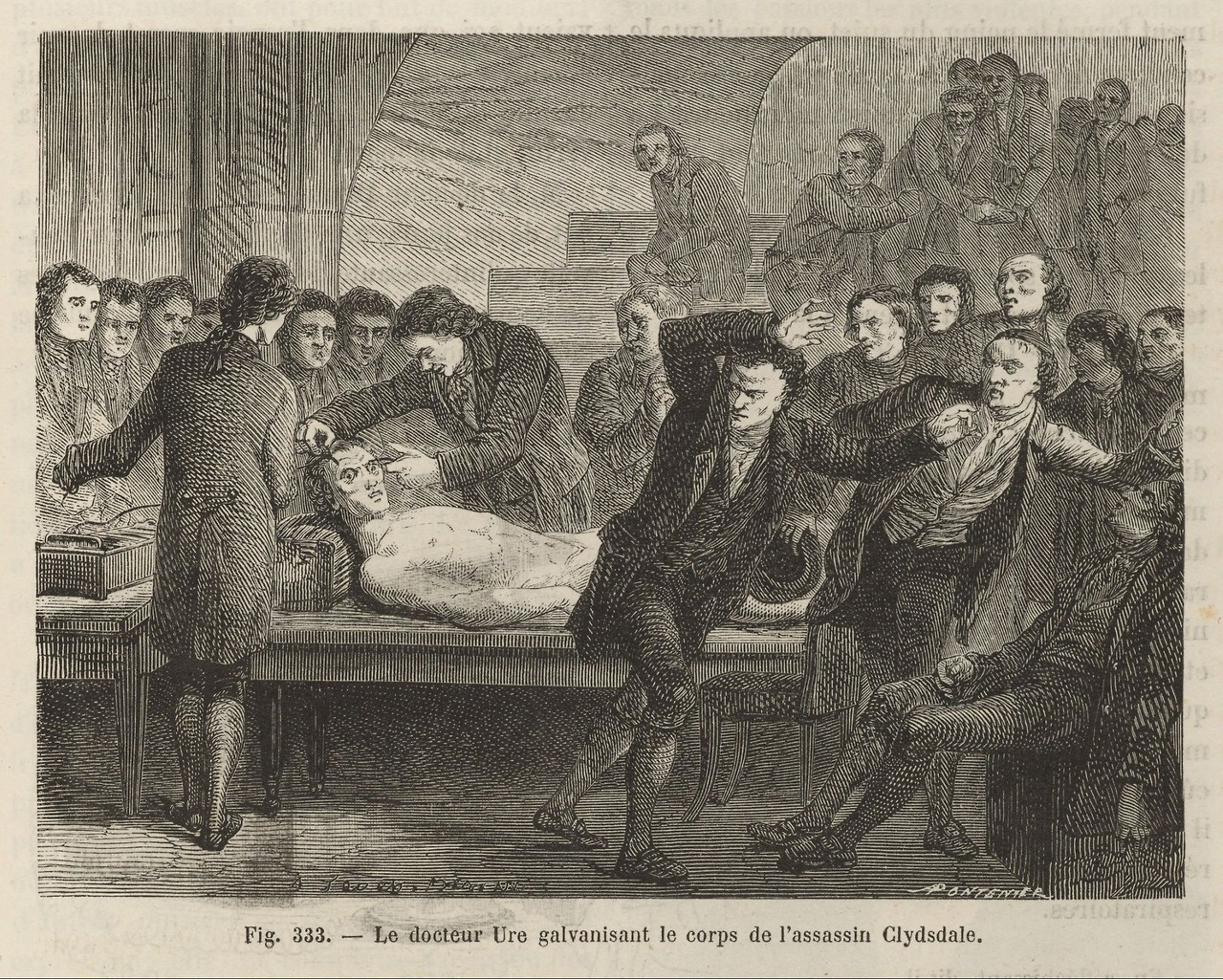
Grabado de 1867 de los experimentos galvánicos de Ure sobre Clydesdale

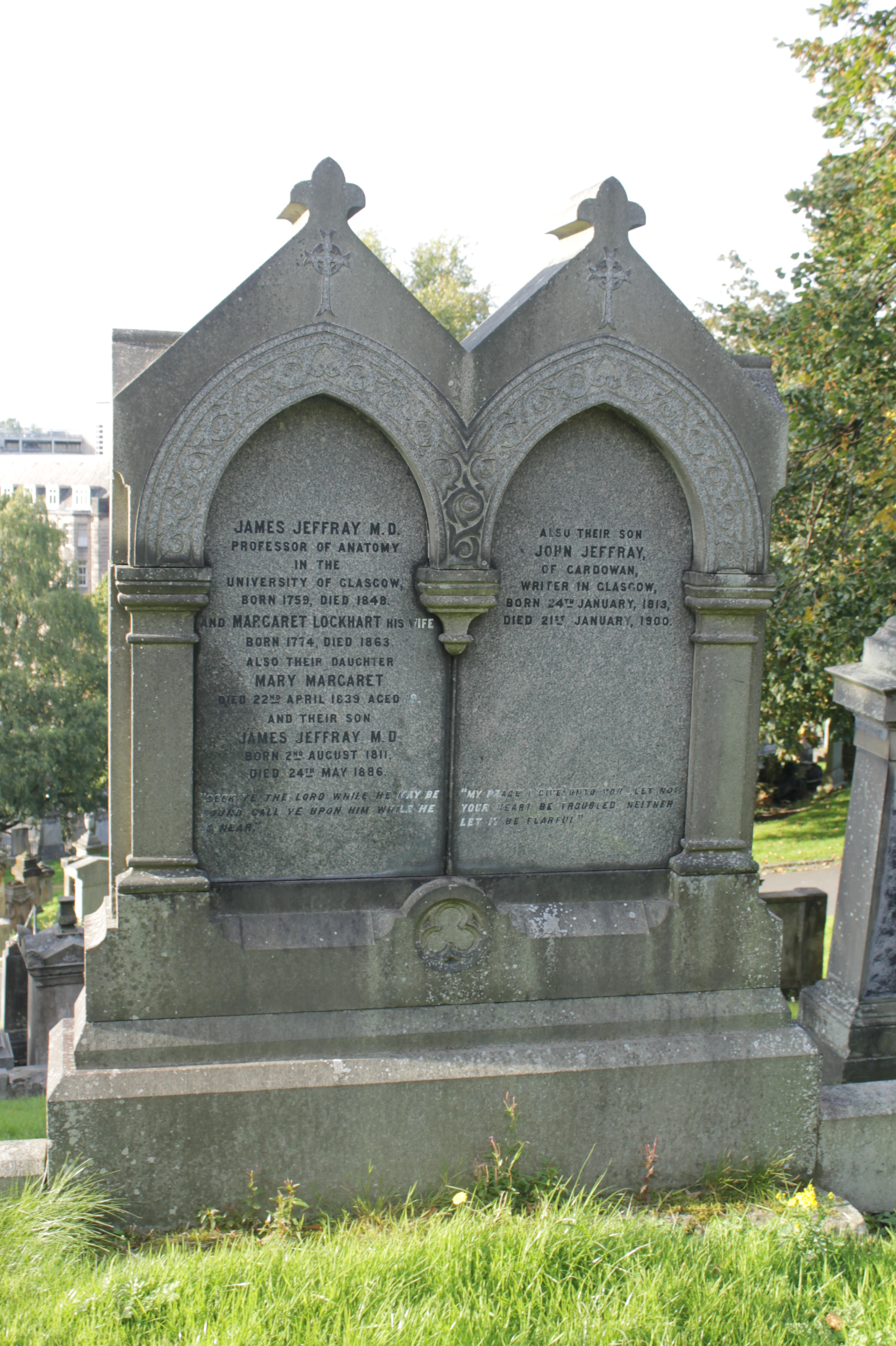
La tumba de James Jeffray, Glasgow Necropolis

Nació en Kilsyth en 1759. Estudió Ciencias en la Universidad de Glasgow, graduándose con una MA en 1778. Luego fue a la Universidad de Edimburgo a estudiar Medicina, graduándose con un MD en 1786.
Desde 1790 ocupó las cátedras de Anatomía y Botánica en la Universidad de Glasgow. En 1800 fue elegido vicerrector bajo el rector Ilay Campbell, Lord Succoth. En ese momento, solo los cuerpos de aquellos ejecutados por asesinato (y solo por asesinato) podían ser diseccionados bajo las disposiciones de la Murder Act 1751. Esto proporcionaba un suministro muy limitado de cuerpos. Este tipo de experimento se había realizado en algunas ocasiones en Inglaterra, pero fue el primer ejemplo en Escocia. Clydesdale fue la primera persona ahorcada en Glasgow en diez años.
En 1813, una multitud rompió las ventanas de su casa en College Court, creyendo erróneamente que estaba relacionado con el robo del cuerpo de Janet McAlister del Cementerio Ramshorn en el centro de Glasgow.
En 1817 fue cofundador de los Jardines Botánicos de Glasgow.
El 4 de noviembre de 1818 (asistido por Andrew Ure) diseccionó el cuerpo del asesino ejecutado Matthew Clydesdale. Clydesdale fue ahorcado por el asesinato de Alexander Love con una piqueta. Pero su destino fue algo más extraño. Su cuerpo fue sometido a galvanismo (paso de corriente eléctrica) en las salas de anatomía, en un experimento para estudiar el impacto en el sistema nervioso humano. El cuerpo fue conectado a una pila voltaica y la mano y los dedos se movieron. Todo el macabro evento tuvo lugar en el Teatro de Anatomía del Old College.
En 1821 se le ordenó cerrar una tienda de queso y jamón en College Court que había abierto sin permiso.
No fue hasta la Anatomy Act 1832 que cambió el suministro de cuerpos; de los cuerpos legales de criminales ahorcados y cuerpos ilegales suministrados por ladrones de tumbas; a cuerpos suministrados por la parroquia, generalmente de pobres.
Falleció en su alojamiento universitario en 1848. Está enterrado en la pendiente norte de la Glasgow Necropolis.

## Familia
Alrededor de 1810 se casó con Margaret Lockhart (1774-1863). Su hijo mayor, también James Jeffray (1811-1886), también fue médico. Su hijo John Jeffray (1813-1900) fue abogado (denominado "escritor"). Peter McDougall, el médico y naturalista que descubrió el charrán rosado (Sterna dougallii), era su sobrino.

## Reconocimiento Artístico
Su retrato, realizado por John Graham Gilbert, se encuentra en la Mitchell Library.
También fue retratado por Colvin Smith.